# Radioactive (bài hát của Imagine Dragons)
"Radioactive" là một bài hát của ban nhạc người Mỹ Imagine Dragons nằm trong EP đầu tay chính thức của họ Continued Silence (2012) cũng như album phòng thu đầu tay của nhóm, Night Visions (2012). Nó được phát hành như là đĩa đơn thứ hai trích từ album vào ngày 29 tháng 10 năm 2012 bởi KidinaKorner và Interscope Records. Bài hát được đồng viết lời bởi Josh Mosser và tất cả bốn thành viên của Imagine Dragons (Ben McKee, Daniel Platzman, Dan Reynolds và Wayne Sermon) với Alex da Kid, người cũng đồng thời chịu trách nhiệm sản xuất nó. Được đánh giá là một trong những bản nhạc chịu ảnh hưởng từ âm nhạc điện tử nhiều nhất cũng như tăm tối nhất từ Night Visions (tương tự như "Demons"), "Radioactive" là một bản electronic rock và alternative rock kết hợp với những yếu tố từ dubstep mang nội dung liên quan đến chủ đề tận thế và cách mạng, trong đó đề cập về nhận thức xung quanh việc thế giới đang dần trở nên khác biệt và cảm giác tự do từ việc làm một điều gì đó mới mẻ. Một bản phối lại của bài hát, với sự tham gia góp giọng từ Kendrick Lamar, cũng được phát hành.
Sau khi phát hành, "Radioactive" nhận được những phản ứng tích cực từ các nhà phê bình âm nhạc, trong đó họ đánh giá cao nội dung lời bài hát, chất giọng nội lực của Reynolds cũng như quá trình sản xuất nó, đồng thời gọi đây là một điểm nhấn nổi bật từ album. Ngoài ra, bài hát còn gặt hái nhiều giải thưởng và đề cử tại những lễ trao giải lớn, bao gồm hai đề cử giải Grammy cho Thu âm của năm và Trình diễn rock xuất sắc nhất tại lễ trao giải thường niên lần thứ 56, và chiến thắng một giải sau. Nhờ vào tần suất xuất hiện liên tục trong nhiều trailer và quảng cáo thương mại khác nhau, "Radioactive" đã trở thành một hit ngủ quên với việc đứng đầu bảng xếp hạng ở Thụy Điển và lọt vào top 10 ở nhiều quốc gia khác, bao gồm vươn đến top 5 ở những thị trường lớn như Áo, Canada, Đức, New Zealand, Na Uy và Thụy Sĩ. Tại Hoa Kỳ, nó đạt vị trí thứ ba trên bảng xếp hạng Billboard Hot 100, trở thành đĩa đơn đầu tiên của nhóm vươn đến top 5, đồng thời nắm giữ cương vị là đĩa đơn trị vì lâu nhất tại đây với 87 tuần. Tính đến nay, nó đã bán được hơn 15 triệu bản trên toàn cầu, trở thành một trong những đĩa đơn bán chạy nhất mọi thời đại.
Video ca nhạc cho "Radioactive" được đạo diễn bởi Syndrome, trong đó tập trung khai thác câu chuyện của một người phụ nữ bí ẩn (do Alexandra Daddario thủ vai) đang thực hiện nhiệm vụ giải cứu Imagine Dragons khỏi sự nguy hiểm từ một đầu trường rối nham hiểm dưới lòng đất của một người đàn ông (do Lou Diamond Phillips thủ vai). Nó đã nhận được một đề cử tại giải Video âm nhạc của MTV năm 2013 cho Video Rock xuất sắc nhất. Để quảng bá bài hát, nhóm đã trình diễn nó trên nhiều chương trình truyền hình và lễ trao giải lớn, bao gồm Jimmy Kimmel Live!, Late Night with Jimmy Fallon, Late Show with David Letterman, Saturday Night Live, The Tonight Show with Jay Leno và giải Grammy lần thứ 56, cũng như trong nhiều chuyến lưu diễn của họ. Được ghi nhận là bài hát trứ danh trong sự nghiệp của Imagine Dragons, "Radioactive" đã được hát lại và sử dụng làm nhạc mẫu bởi nhiều nghệ sĩ, như "Weird Al" Yankovic, Taylor Swift, Jason Derulo, Lady Antebellum và Pentatonix, cũng như xuất hiện trong nhiều tác phẩm điện ảnh và truyền hình, bao gồm Arrow, Graceland, The Host, True Blood và The Vampire Diaries.

## Danh sách bài hát
Tải kĩ thuật số
1. "Radioactive" – 3:07

Đĩa CD tại Đức
1. "Radioactive" – 3:07
2. "It's Time" (Bastille phối lại) - 3:30

Tải kĩ thuật số (phối lại)
1. "Radioactive" (hợp tác với Kendrick Lamar) – 4:42

## Xếp hạng
| Bảng xếp hạng (2012-15)                   | Vị trí cao nhất |
| ----------------------------------------- | --------------- |
| Úc (ARIA)                                 | 6               |
| Áo (Ö3 Austria Top 40)                    | 4               |
| Bỉ (Ultratip Flanders)                    | 11              |
| Bỉ (Ultratop 50 Wallonia)                 | 13              |
| Canada (Canadian Hot 100)                 | 5               |
| Cộng hòa Séc (Rádio Top 100)              | 11              |
| Cộng hòa Séc (Singles Digitál Top 100)    | 8               |
| Đan Mạch (Tracklisten)                    | 6               |
| Pháp (SNEP)                               | 28              |
| Đức (Official German Charts)              | 4               |
| Hungary (Single Top 40)                   | 24              |
| Ireland (IRMA)                            | 16              |
| Ý (FIMI)                                  | 11              |
| Nhật Bản (Japan Hot 100)                  | 77              |
| Luxembourg Digital Song Sales (Billboard) | 3               |
| Hà Lan (Single Top 100)                   | 42              |
| New Zealand (Recorded Music NZ)           | 4               |
| Na Uy (VG-lista)                          | 2               |
| Scotland (OCC)                            | 13              |
| Slovakia (Singles Digitál Top 100)        | 40              |
| Slovenia (SloTop50)                       | 33              |
| Tây Ban Nha (PROMUSICAE)                  | 22              |
| Thụy Điển (Sverigetopplistan)             | 1               |
| Thụy Sĩ (Schweizer Hitparade)             | 5               |
| Anh Quốc (OCC)                            | 12              |
| Hoa Kỳ Billboard Hot 100                  | 3               |
| Hoa Kỳ Adult Contemporary (Billboard)     | 20              |
| Hoa Kỳ Adult Pop Airplay (Billboard)      | 2               |
| Hoa Kỳ Dance/Mix Show Airplay (Billboard) | 15              |
| Hoa Kỳ Pop Airplay (Billboard)            | 2               |
| Hoa Kỳ Rhythmic (Billboard)               | 32              |
| Hoa Kỳ Hot Rock Songs (Billboard)         | 1               |

| Bảng xếp hạng (2012)                 | Vị trí |
| ------------------------------------ | ------ |
| Sweden (Sverigetopplistan)           | 72     |
| Bảng xếp hạng (2013)                 | Vị trí |
| Australia (ARIA)                     | 20     |
| Austria (Ö3 Austria Top 40)          | 14     |
| Canada (Canadian Hot 100)            | 9      |
| Denmark (Tracklisten)                | 30     |
| Germany (Official German Charts)     | 9      |
| New Zealand (Recorded Music NZ)      | 7      |
| Norway (VG-lista)                    | 10     |
| Sweden (Sverigetopplistan)           | 15     |
| Switzerland (Schweizer Hitparade)    | 24     |
| UK Singles (Official Charts Company) | 30     |
| US Billboard Hot 100                 | 3      |
| US Adult Top 40 (Billboard)          | 10     |
| US Alternative Songs (Billboard)     | 1      |
| US Pop Songs (Billboard)             | 7      |
| US Hot Rock Songs (Billboard)        | 1      |
| Worldwide (IFPI)                     | 7      |
| Bảng xếp hạng (2014)                 | Vị trí |
| Belgium (Ultratop 50 Wallonia)       | 31     |
| Canada (Canadian Hot 100)            | 77     |
| Italy (FIMI)                         | 60     |
| US Billboard Hot 100                 | 57     |
| US Hot Rock Songs (Billboard)        | 9      |

| Bảng xếp hạng                        | Vị trí |
| ------------------------------------ | ------ |
| UK Singles (Official Charts Company) | 143    |
| US Billboard Hot 100                 | 142    |
| US Alternative Songs (Billboard)     | 6      |

## Chứng nhận
| Quốc gia | Chứng nhận  | Số đơn vị/doanh số chứng nhận |
| --- | ----------- | ----------------------------- |
| Úc (ARIA) | 5× Bạch kim | 350.000^                      |
| Áo (IFPI Áo) | Bạch kim    | 30.000*                       |
| Bỉ (BEA) | Vàng        | 15.000*                       |
| Canada (Music Canada) | Kim cương   | 0*                            |
| Đan Mạch (IFPI Đan Mạch) | Vàng        | 15.000^                       |
| Đức (BVMI) | 5× Vàng     | 1.250.000‡                    |
| Ý (FIMI) | 3× Bạch kim | 150.000‡                      |
| México (AMPROFON) | Bạch kim    | 60.000*                       |
| New Zealand (RMNZ) | 5× Bạch kim | 75.000*                       |
| Na Uy (IFPI) | 2× Bạch kim | 20.000*                       |
| Tây Ban Nha (PROMUSICAE) | Bạch kim    | 40.000‡                       |
| Thụy Điển (GLF) | 6× Bạch kim | 120.000‡                      |
| Thụy Sĩ (IFPI) | Bạch kim    | 30.000^                       |
| Anh Quốc (BPI) | 2× Bạch kim | 1.200.000‡                    |
| Hoa Kỳ (RIAA) | Kim cương   | 10.000.000‡                   |
| Venezuela (APFV) | Bạch kim    | 10.000^                       |
| Streaming |             |                               |
| Đan Mạch (IFPI Đan Mạch) | 4× Bạch kim | 7.200.000^                    |
| Na Uy (IFPI) | 5× Bạch kim | 9.000.000*                    |
| Tây Ban Nha (PROMUSICAE) | Bạch kim    | 8.000.000*                    |
| * Chứng nhận dựa theo doanh số tiêu thụ. ^ Chứng nhận dựa theo doanh số nhập hàng. ‡ Chứng nhận dựa theo doanh số tiêu thụ và phát trực tuyến. |             |                               |